# رون كاس
رون كاس (بالإنجليزية: Ron Kass)‏ هو منتج أفلام أمريكي، ولد في 30 مارس 1935، وتوفي في 17 أكتوبر 1986.

## وصلات خارجية
- رون كاس على موقع IMDb (الإنجليزية)
- رون كاس على موقع قاعدة بيانات الفيلم (الإنجليزية)